# Epoch TV square
epoch TV square（エポック・ティーブイ・スクエア）は、BS日テレで2003年4月から2004年9月まで放送されていた『デジタル笑劇研究所』内で放送されていたコント中心のバラエティ番組。第2期までは前半の30分枠だった。

## 出演者
- バナナマン（設楽統、日村勇紀）
- おぎやはぎ（小木博明、矢作兼）

## 第1期
2003年4月から6月まで放送。マンションの一室を舞台に、4人の男（バナナマン、おぎやはぎ）の日常を描いたワンシチュエーション・コメディである。全12話。登場人物の名前はそれぞれの演者と同名になっている。また、実際は違うが、年齢設定は全員同い年（29～30歳）という事になっている。また、シチュエーション・コメディ番組としては珍しく、最後までレギュラー陣のみが出演し、ゲスト出演者は1人もいなかった。

### キャラクター
日村勇紀
舞台となるマンションの家主。広告代理店に勤める会社員。この年で未だ童貞。
同じマンションで経営しているコンビニ「エンジェルマート」の"タチバナちゃん"という女性に好意を抱いている。
設楽統
日村の部屋の居候。日村とは大学時代の同級生。
初期は全く働いていなかったが、話が進むにつれてアルバイトを始めたり、矢作が経営する店で働くようになる。
小木博明
売れない役者で、日村の友人。設楽と同様、日村の大学時代の同級生でもある。一人住まいだが部屋に風呂が無いため、日村の家に来て風呂を借りている。
彼も日村と同じくタチバナちゃんが好きであったが、第1話で振られてしまう。
矢作兼
事業を興すために上京してきた日村の幼馴染。東京で住む部屋が見つかるまでの約束で日村と同居する。
金に執着し、よく妙なものを売りつけたり「アイディア料」と称して金を受け取ったりする（被害者は主に日村）。
エンジェルマートのタチバナちゃん
4人の会話の中で登場する女性。日村・設楽が住むマンションで経営している架空のコンビニ「エンジェルマート」の店員。
姿は現さないが"非常に可愛い"という設定。結局番組終了までその姿を現す事は無かった。

### 放送リストと各話のあらすじ
第1話 はじまりの部屋の4人
高校の頃すごくモテていたと豪語する日村。嘘だったらこの家をやると設楽と小木に宣言するが、そこに高校の頃の友人矢作が現れて…
第2話 恋する部屋の4人
合コンで知り合ったリサちゃんに恋する日村。4人で様々なプランを練るが、矢作の怪しい薬で…
第3話 ウソつく部屋の4人
小木を怒らせてしまった日村。しかし小木の誕生日だと知り、小木にドッキリでしたと嘘をつくが…
第4話 あばれる部屋の4人
府中江戸村で忍者のバイトをする小木。プー太郎の設楽にバイトを勧めるが、ゴリライベントを見つけて…
第5話 別れの部屋の4人
家に突然送られてきた不審なマンガの山々。矢作が、いきなり今日引っ越すと言うが…
第6話 疑惑の部屋の4人
日村が住むマンションに空き巣が入る。部屋からも金銭が無くなっており、しかも目撃情報によると、犯人は矢作にそっくりだと…
第7話 謎めく部屋の4人
クイズ番組で不正解だった人がメシをおごるゲームをするが、マンションの入り口に不審なクイズじじいが現れて…
第8話 眠れる部屋の4人
自信を持つために自己催眠をかけようとする小木。しかし単純な日村が催眠にかかり、しかもゲイ疑惑まで…
第9話 退屈な部屋の4人
暇な4人が暇をつぶそうと試行錯誤する。テレビをつけると日村、小木、設楽の大学の知り合いがテレビに出ていて…
第10話 なくした部屋の4人
うっかり寝坊する日村。大事な会議に遅刻が決定的。言い訳を考えて難は逃れるが、大事なイラストを紛失して…
第11話 さよならの部屋の4人
矢作が大阪に引っ越すことに。そんな中、日村が何か考え込んでしまって…
第12話 ふり返る部屋の4人
４人は役には入らず、1話から11話までのコント劇をふり返る。

### 備考
- 4月からの3ヶ月間の放送終了後、7月から9月にかけて再放送が行われていた。
- 放送時にはローソンとのタイアップ企画として、ローソンカードの会員限定でスタジオ観覧希望の応募ができた。
- 主題歌は大滝詠一の「楽しい夜更し」。
- 2005年2月12日・13日にザ・ガーデンホールで行われた宇田川フリーコースターズによる単独ライブ「epoch conte square 〜second〜」にて、本作11話後の事実上の続編となるコントが披露された。なお、このライブ及びこの回で披露されたコントは2017年現在DVD化された事はない。

## 第2期 ～ 教え ～
2003年10月から2004年3月まで放送。epoch TV square~教え~とタイトルを変え、スタイルを一新しスタジオで客席中央の円形のセットの上で4人が悩みや近況などを交えたトークを行う。

## 第3期 ～ コツの劇場 ～
2004年4月から放送。1時間の枠になる。『コツの劇場』と題し4人が様々なシチュエーションの対処法や、オリジナルの歌を披露していた。エンディング曲はコラ・ヴォケールの「Le temps des cerises（さくらんぼの実る頃）」。なお、この期のみDVD化されていない。

## DVD
- epoch TV square Vol.1～3 （バップ）
- epoch TV square 「教え」 Vol.1～2 （バップ）